# 大果红景天
大果红景天（学名：Rhodiola macrocarpa）为景天科红景天属的植物。分布在缅甸北部以及中国大陆的西藏、云南等地，生长于海拔2,900米至4,000米的地区，多生在山坡石上，目前尚未由人工引种栽培。